# ROBEX
Das Regional Operational Meteorological Bulletin Exchange (ROBEX) Schema ist ein Standard für den Austausch und die Verarbeitung von Wetternachrichten, die operationellen Einfluss auf den Flugbetrieb haben (also z. B. dafür sorgen, dass ein Pilot eine andere Flugroute wählt). Ursprünglich nur für den Austausch von METAR definiert, wurde ROBEX bald um Spezifikation für den Austausch von AIREP- und TAF-Nachrichten erweitert. Diese alphanumerischen OPMET-Nachrichten werden beispielsweise von Wetterstationen oder einem VAAC herausgegeben (originating tributary offices) und von ROBEX-Centern (bulletin compiling centres) gesammelt. Die ROBEX-Center leiten die Nachrichten entweder direkt weiter (Unwetter-Warnungen) oder stellen sie zu eigenen Bulletins zusammen und leiten sie dann weiter. Empfänger sind zum Beispiel Flugberatungsdienste oder die Flugsicherung. Das ROBEX-Schema wurde ursprünglich 1972 definiert und befindet sich seit 1974 vor allem im asiatisch-pazifischen Raum (ICAO Regionen „ASIA/PAC“ und „MID“) im Einsatz.